# Johannes Magerstädt
Johannes Magerstädt (* 10. März 1921 in Hohen Neuendorf; † 10. Dezember 1996 in Gauting) war ein deutscher Brigadegeneral des Heeres der Bundeswehr und zuletzt Unterabteilungsleiter III C für Militärische Auswertung im Bundesnachrichtendienst.

## Leben
Magerstädt, Sohn eines Pfarrers, trat am 18. November 1938 beim Artillerie-Regiment 24 in Altenburg als Offizieranwärter in die Wehrmacht ein, wo er bis August 1939 diente. Von Februar bis Juli 1940 war er als Vorgeschobener Beobachter jenen Regiments in Luxemburg und Frankreich eingesetzt und wurde am 1. April 1940 zum Leutnant befördert. Anschließend war er bis Mai 1941 Batterie-Offizier und Abteilungs-Adjutant in jenem Regiment in Frankreich und anschließend Ausbildungsoffizier an der Artillerieschule in Jüterbog. Im Dezember 1942 wurde er Batteriechef im Artillerie-Regiment 255 an der Ostfront, wo er in den Räumen Gshatsk, Charkiw und Belgorod eingesetzt war. Am 1. Juli 1943 zum Hauptmann ernannt, wurde er am 24. Juli 1943 schwer verwundet und war bis Ende Mai 1944 im Lazarett. Von August 1944 bis Januar 1945 leitete er den Offizieranwärterlehrgang im Artillerieersatzregiment 4, war von Januar bis März 1945 Batteriechef in der Artillerieabteilung Haberland und von März bis Mai 1945 in der Führerreserve der 1. Panzerarmee in Mähren.
Von Mai 1945 bis September 1949 war Magerstädt in sowjetischer Kriegsgefangenschaft. Anschließend war er Chemielaborant, Sachbearbeiter und Assistent in der Versuchsabteilung der Spinnfaser AG in Kassel.
Am 11. März 1956 wurde Magerstädt als Hauptmann in die Bundeswehr übernommen und war zunächst Personaloffizier in der Annahmeorganisation in Kassel. Im März 1957 wurde er Kompaniechef im Truppenamt in Köln. Von 1959 bis 1960 absolvierte er den 3. Generalstabslehrgang Heer an der Führungsakademie der Bundeswehr in Hamburg, wo er zum Offizier im Generalstabsdienst ausgebildet wurde. Anschließend wurde er Referent im Referat P IV 1 im Bundesministerium der Verteidigung (BMVg) in Bonn. Im Oktober 1966 wechselte er erstmalig zum Bundesnachrichtendienst als Referent. Im Oktober 1969 kehrte er zurück ins BMVg als Referatsleiter P III 8. Danach wurde er im April 1972 Generalstabsoffizier für Führung, Organisation und Ausbildung (G 3), Chef des Stabes und stellvertretender Befehlshaber im Wehrbereichskommando VI in München unter Richard Frodl.
Am 1. Oktober 1975 wurde Magerstädt zum Brigadegeneral ernannt und wechselte erneut zum Bundesnachrichtendienst, wo er Leiter der Unterabteilung III C (Militärische Auswertung) innerhalb der Abteilung III (Auswertung) wurde. Auf diesem Dienstposten wurde er mit Ablauf des März 1981 in den Ruhestand versetzt.

## Auszeichnungen
- 1941: Eisernes Kreuz I. Klasse
- 1943: Verwundetenabzeichen in Schwarz
- 1981: Verdienstkreuz 1. Klasse des Verdienstordens der Bundesrepublik Deutschland